# Плежер Риџ Парк (Кентаки)
Плежер Риџ Парк (енгл. Pleasure Ridge Park) град је у америчкој савезној држави Кентаки.

## Демографија
По попису из 2000. године број становника је 25.776.
| Група             | 2000.          | 2010.    |
| Белци             | 24.195 (93,9%) | 0 (0,0%) |
| Афроамериканци    | 990 (3,8%)     | 0 (0,0%) |
| Азијати           | 112 (0,4%)     | 0 (0,0%) |
| Хиспаноамериканци | 232 (0,9%)     | 0 (0,0%) |
| Укупно            | 25.776         | 0        |